# BAP

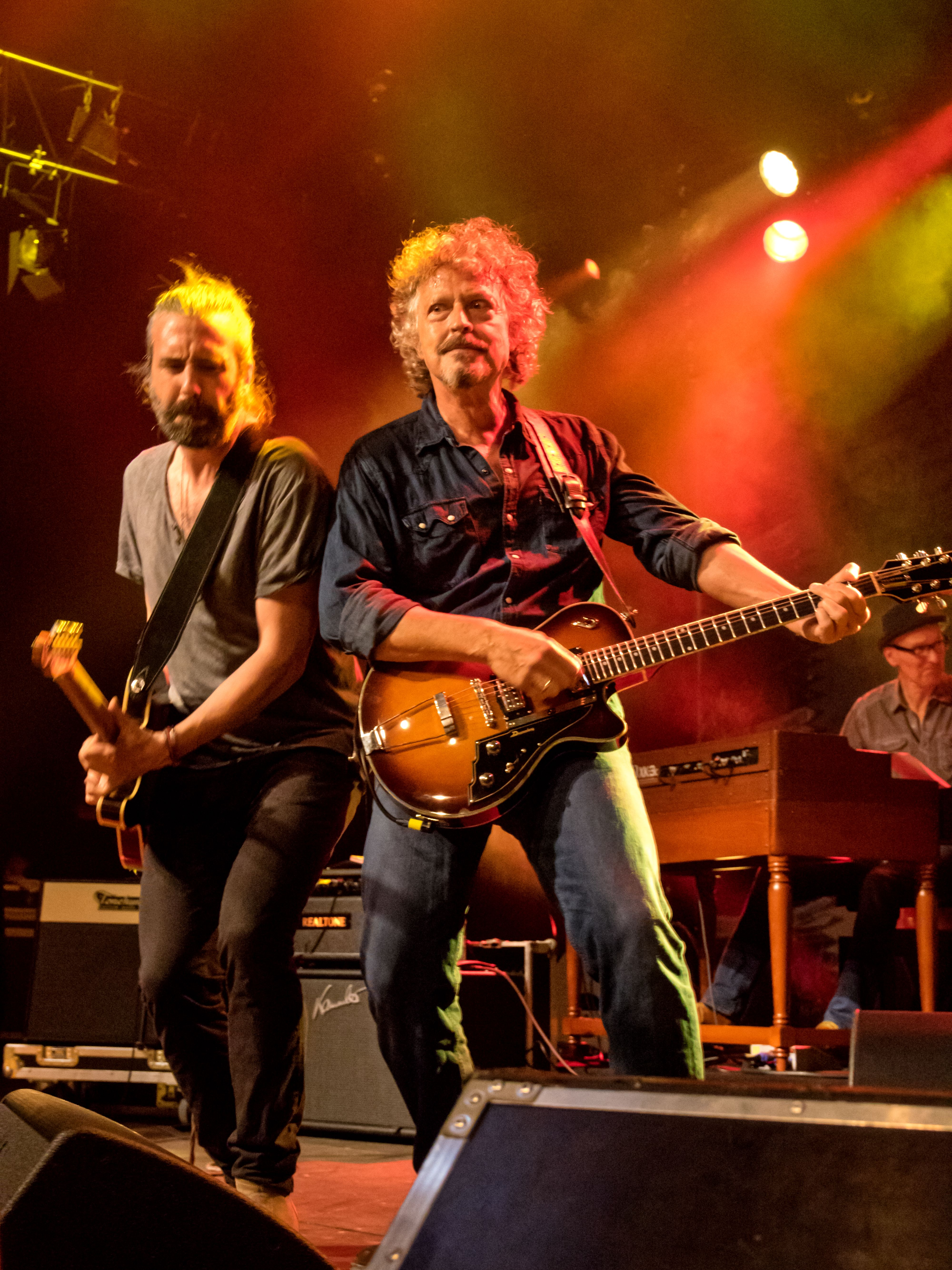
Zelt-Musik-Festival em 2016 Freiburg, Alemanha

BAP é uma banda alemã de rock.

## História
O grupo foi criado em 1976 em Cologne, Alemanha por Wolfgang Niedecken e Hans Heres.
Em 1981 lançaram sua mais famosa música Verdamp lang her.
Quase todos as músicas do grupo são escritas no dialeto Kölsch, uma variação da língua alemã falada na região de Cologne.

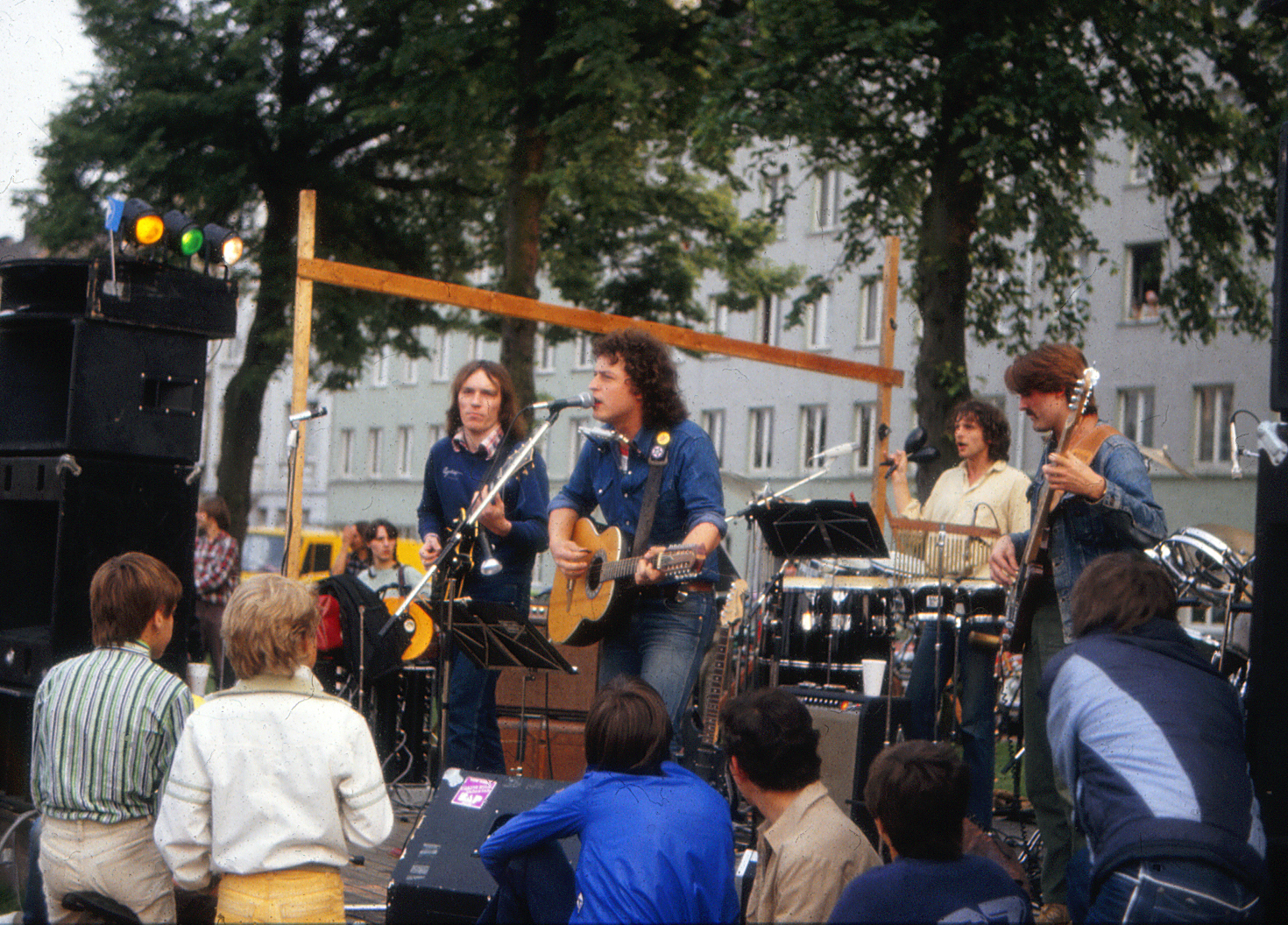
BAP (1980).

## Álbuns
- 1979 : Wolfgang Niedecken's BAP rockt andere kölsche Leeder
- 1980 : Affjetaut
- 1981 : Für usszeschnigge!
- 1982 : Vun drinne noh drusse
- 1983 : Live - Bess demnähx...
- 1984 : Zwesche Salzjebäck un Bier
- 1986 : Ahl Männer, aalglatt
- 1988 : Da Capo
- 1990 : X für 'e U
- 1991 : ...affrocke!! (Live)
- 1993 : Pik Sibbe
- 1995 : Wahnsinn - Die Hits von 79-95
- 1996 : Amerika
- 1999 : Comics & Pin-Ups
- 1999 : Tonfilm
- 2001 : Aff un zo
- 2002 : Övverall (Live)
- 2004 : Sonx
- 2005 : Dreimal zehn Jahre
- 2008 : Radio Pandora - Unplugged
- 2008 : Radio Pandora - Plugged
- 2009 : Live und in Farbe
- 2011 : Halv su wild
- 2011 : Volles Programm
- 2014 : Niedeckens BAP: Das Märchen vom gezogenen Stecker – live